# قسطنطين سي. إستي
قسطنطين سي. إستي هو محامي وسياسي أمريكي، ولد في 26 ديسمبر 1824 في فرامينغهام في الولايات المتحدة، وتوفي بنفس المكان في 27 ديسمبر 1912. نشط حزبياً في الحزب الجمهوري. وقد انتخب عضو مجلس نواب ماساتشوستس ‏ وانتخب عضو مجلس النواب الأمريكي ‏.